# 郭崑燾
郭崑燾（1823年3月1日—1882年12月9日），原名先梓，字仲毅，號意城，別號逸叟，晚號樗叟，湖南長沙府湘陰縣人，清朝政治人物。

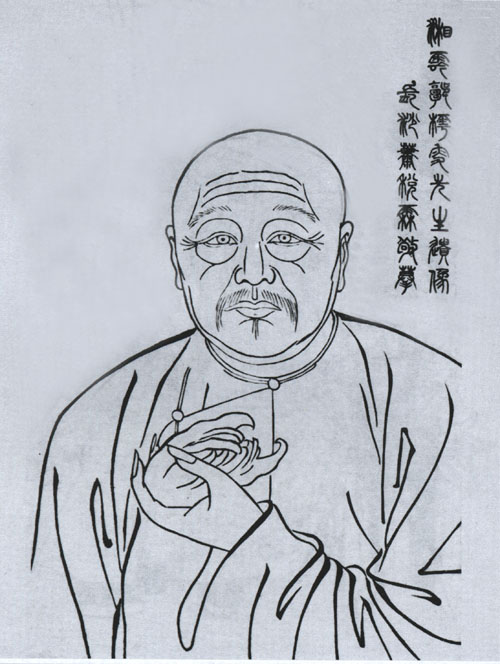

## 生平
道光二十四年（1844年）甲辰恩科舉人，以舉人參張亮基軍幕。太平軍李開方擾湖北，自懷慶府折而南下，武昌府夜半得報，郭嵩燾立即調師，太平軍在鵝公頸驟遇清兵，大亂，李開方被殺，太平軍被殲。駱秉章任湖南巡撫、曾國藩東征、左宗棠援浙時均倚重郭崑燾。授國子監助教，升內閣中書，官至湖北布政使。後劉崐討黔苗，郭崑燾引疾歸里，不久起復參贊軍事。苗亂將平，辭職而去。光緒八年（1882年）卒。

## 家族
父郭家彪，母張氏。長兄郭嵩燾，弟郭崙燾（出嗣大伯父郭家暾）。夫人為盛紹菁女，有三子：長子郭慶藩（又名郭立塤，字孟純，號子瀞、岵瞻，1844-1896）；次子郭慶蓉（又名郭立璋，字秉文，號子寬，出嗣從叔父郭先梅）；三子郭慶蘐（又名郭立瑤，字玉如，羅汝懷女婿）。還有六女：長女、次女及六女殤，三女嫁舒運昌；四女嫁江忠源子江孝棠；五女嫁黃為焯。

## 延伸閱讀
[在维基数据编辑]
 《清史稿·卷446》